# Ohrid
Ohrid (tiếng Macedonia: Охрид [ˈɔxrit] ⓘ) với nền văn hóa lịch sử và môi trường tự nhiên bao gồm các tượng đài kỉ niệm, nhà thờ Ohrid, thành phố cổ Ohrid, Struga và toàn bộ di sản tự nhiên trên bờ hồ Ohrid (trừ khu vực thuộc Albania và phần thuộc vườn quốc gia Galicia) nhưng đang tiến tới mở rộng bổ sung thêm phần thuộc vườn quốc gia Galicia. Với những giá trị nổi bật về những di sản văn hóa, những công trình kiến trúc đặc sắc và hệ sinh thái, môi trường tự nhiên còn nguyên thủy được bảo tồn tốt, Ohrid đã được UNESCO công nhận là Di sản hỗn hợp vào năm 1979.

## Tự nhiên
Nơi đây là vùng hồ tự nhiên huyền diệu tuyệt đẹp, xung quanh là những ngọn núi ngoạn mục cùng với hệ động vật tự nhiên phong phú của núi và lòng hồ.

## Văn hóa
Ohrid là nơi định cư cổ xưa nhất ở châu Âu với những bằng chứng khảo cổ học từ thời kỳ đồ đá mới và đồ đồng Hy Lạp cổ đại với 250 địa điểm khảo cổ.
Trung tâm của Ohrid là thành phố cổ Lichnid, nằm trên nền móng của thành phố thời trung cổ Lichnid. Đây từng là một trong những thành phố quan trọng nhất thời trung cổ trên bán đảo Balkans. Bên dưới những sườn đồi, gần hồ là rất nhiều nhà thờ, nhà nguyện, tu viện được xây dựng từ thế kỷ thứ 9 đến thế kỷ 14 như: Tu viện St Panteleimon, nhà thờ St Sophia, nhà thờ St Clement, nhà thờ Đức Mẹ Thiên Chúa... Các công trình có kiến trúc Byzantine và Armenia. Ngoài ra là một nhà hát cổ đại, tường thành thời La Mã, quảng trường cổ đại.. tổng cộng tất cả lên đến 800 tượng đài, tất cả được bảo tồn rất tốt trong một thành phố đô thị cổ ở châu Âu.

## Hình ảnh

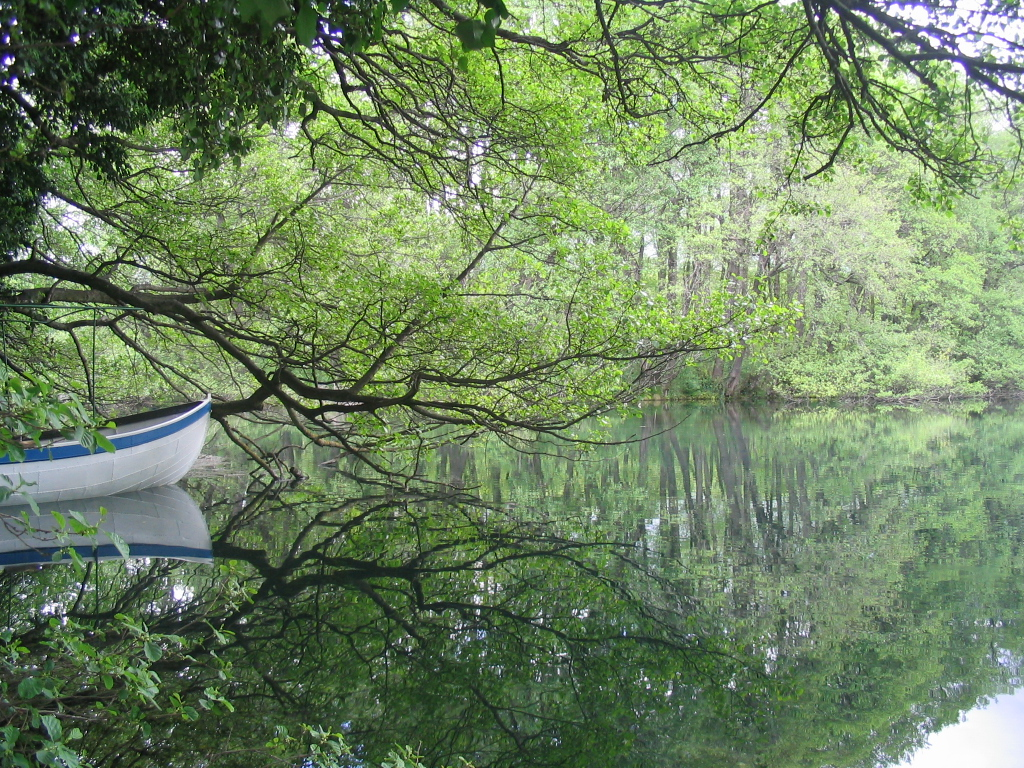
Hồ Ohrid
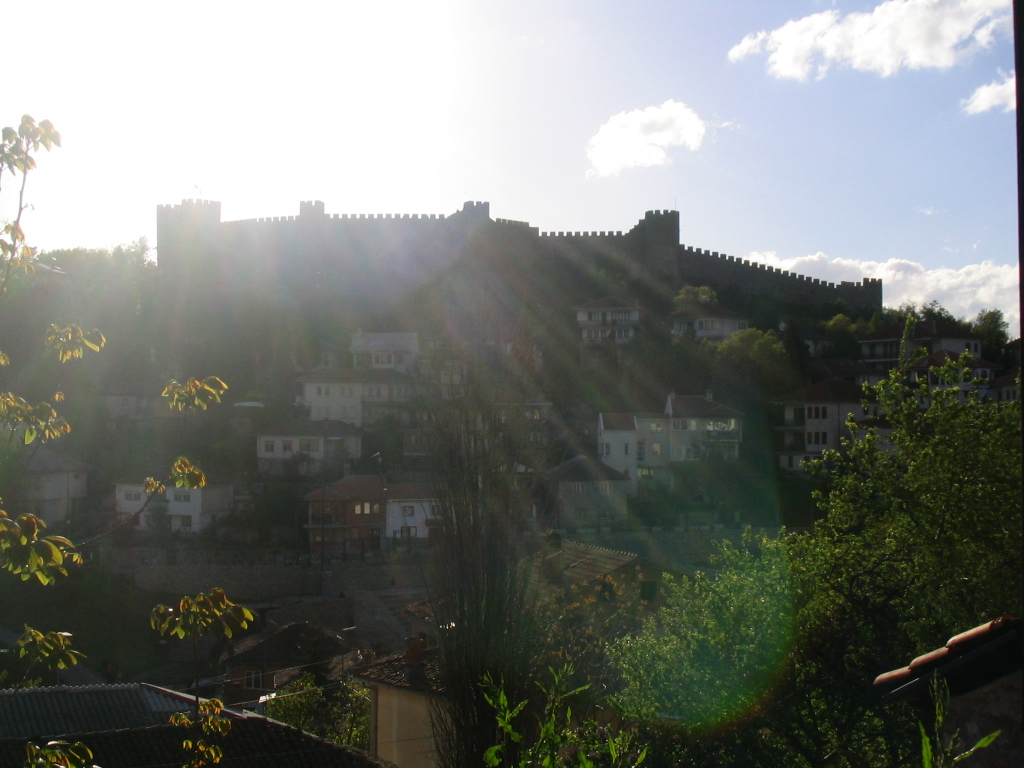
Đô thị cổ ở Ohrid
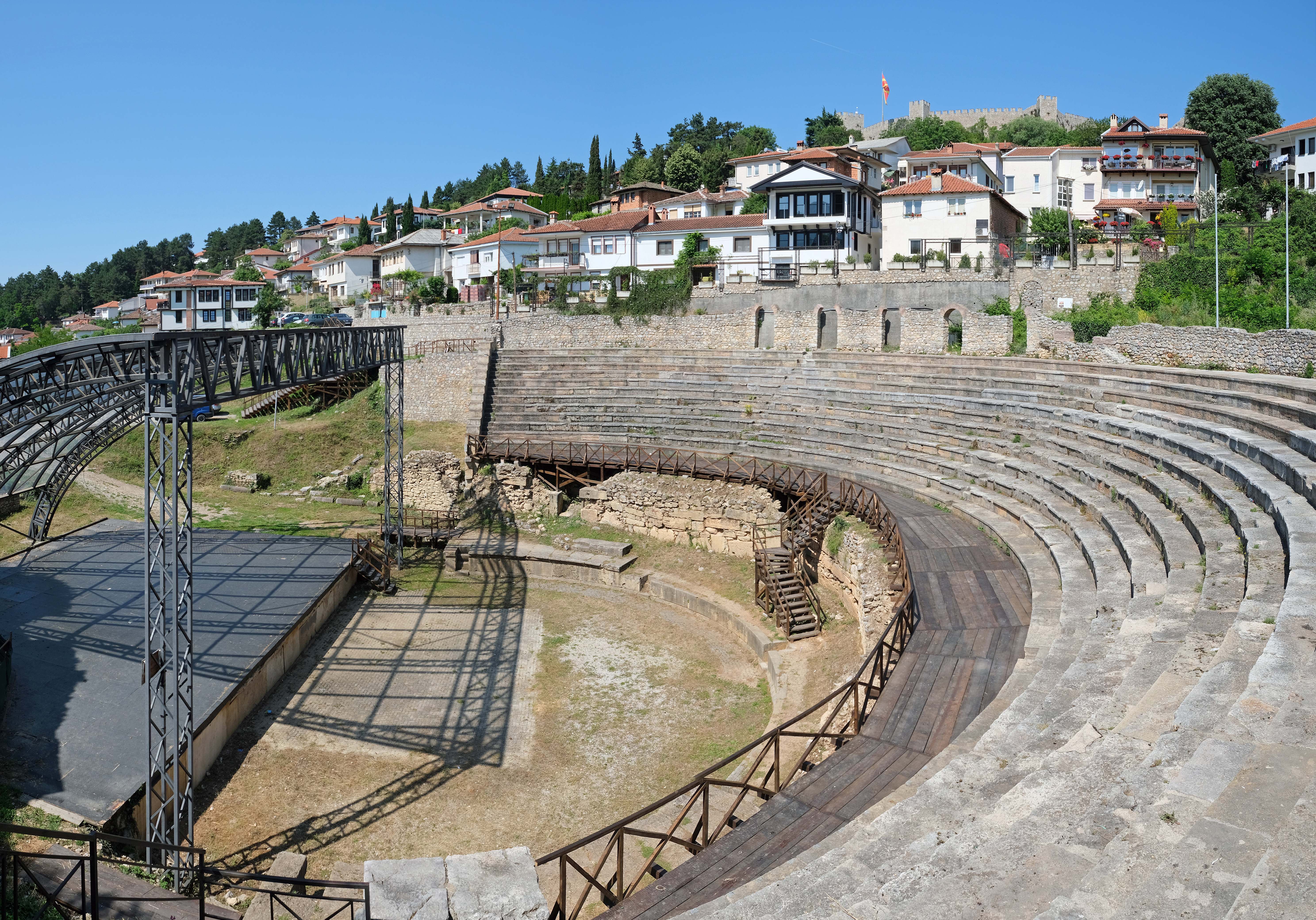
Nhà hát cổ đại ở Ohrid
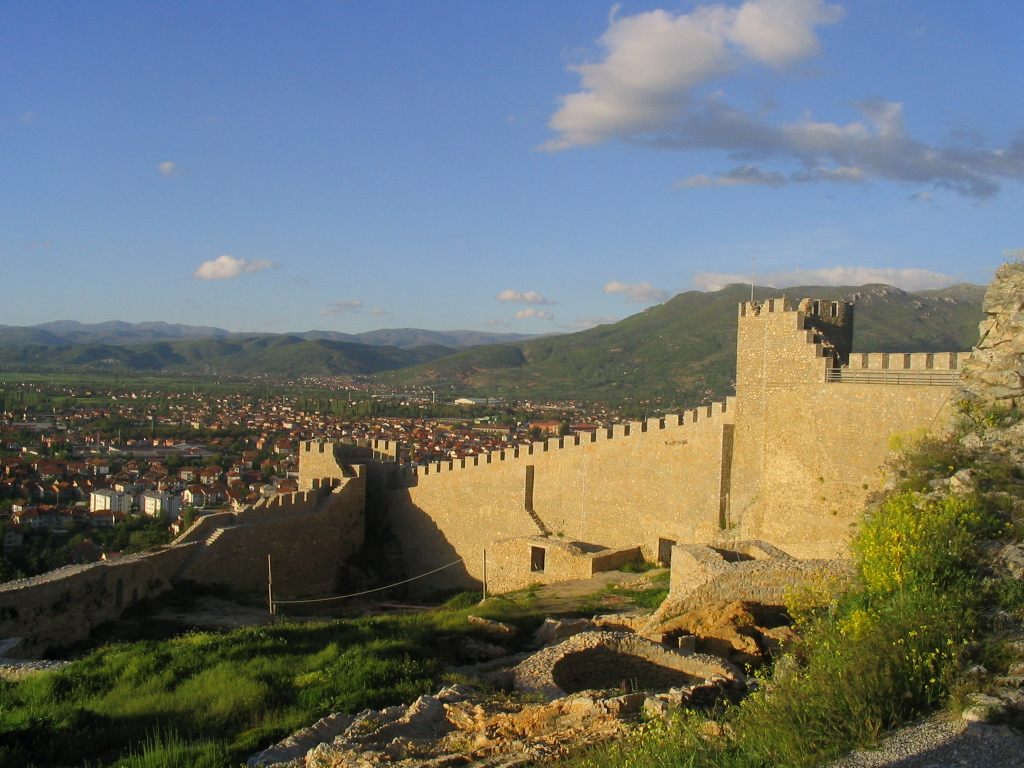
Tường thành thời La Mã
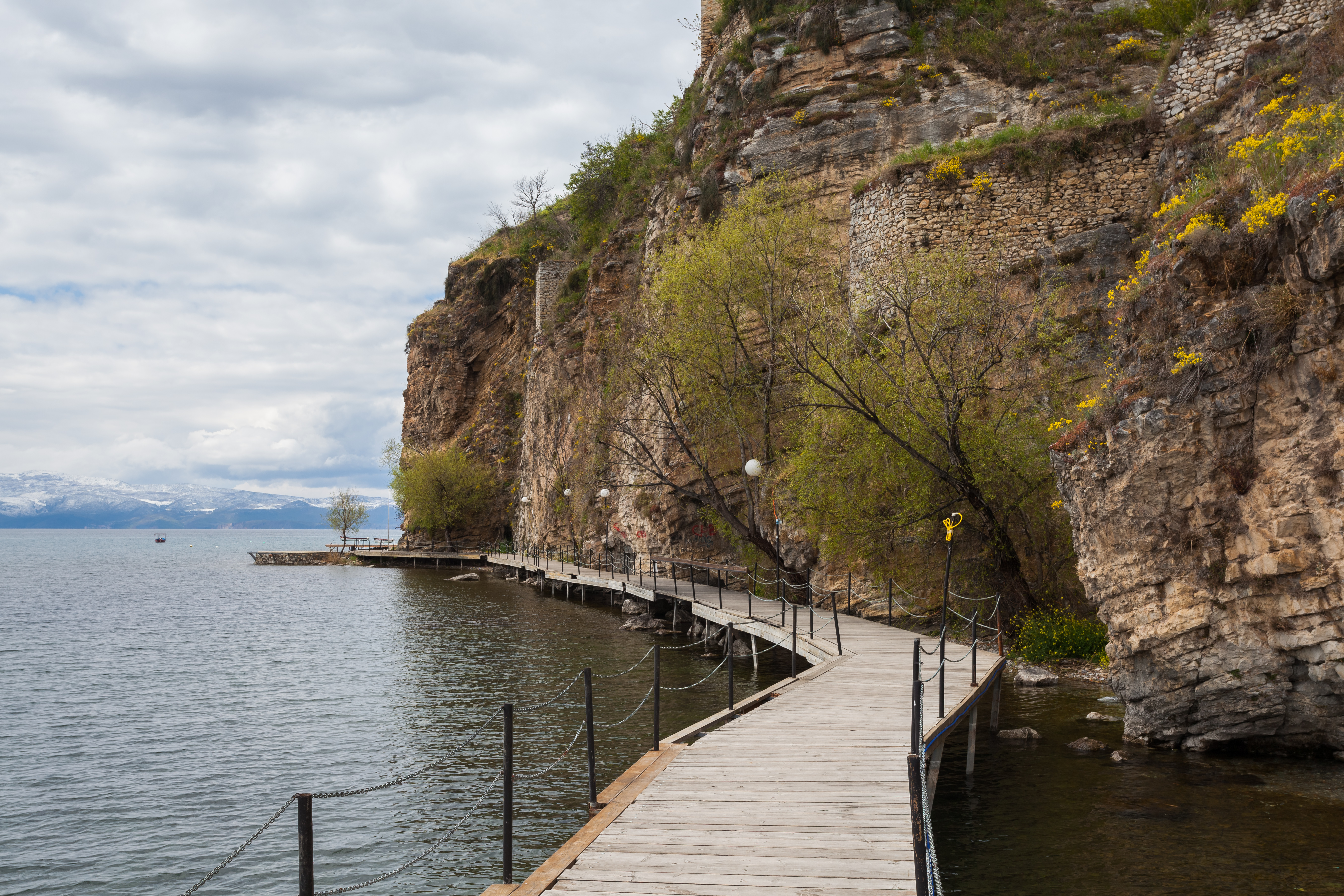
Bờ biển Ohrid
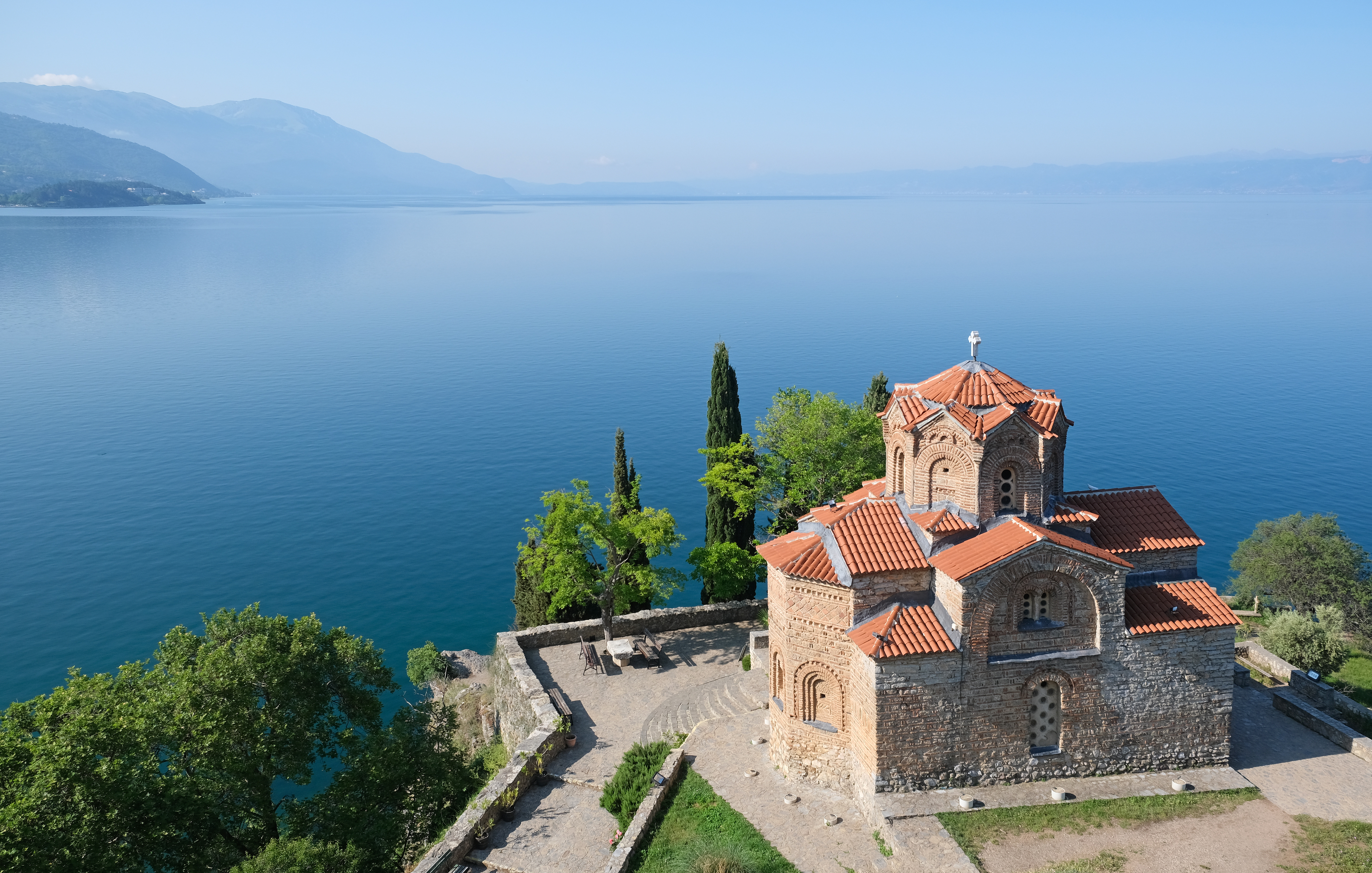
Nhà thờ Thánh Gioan Tông đồ của Chính thống giáo Macedonia tại Kaneo
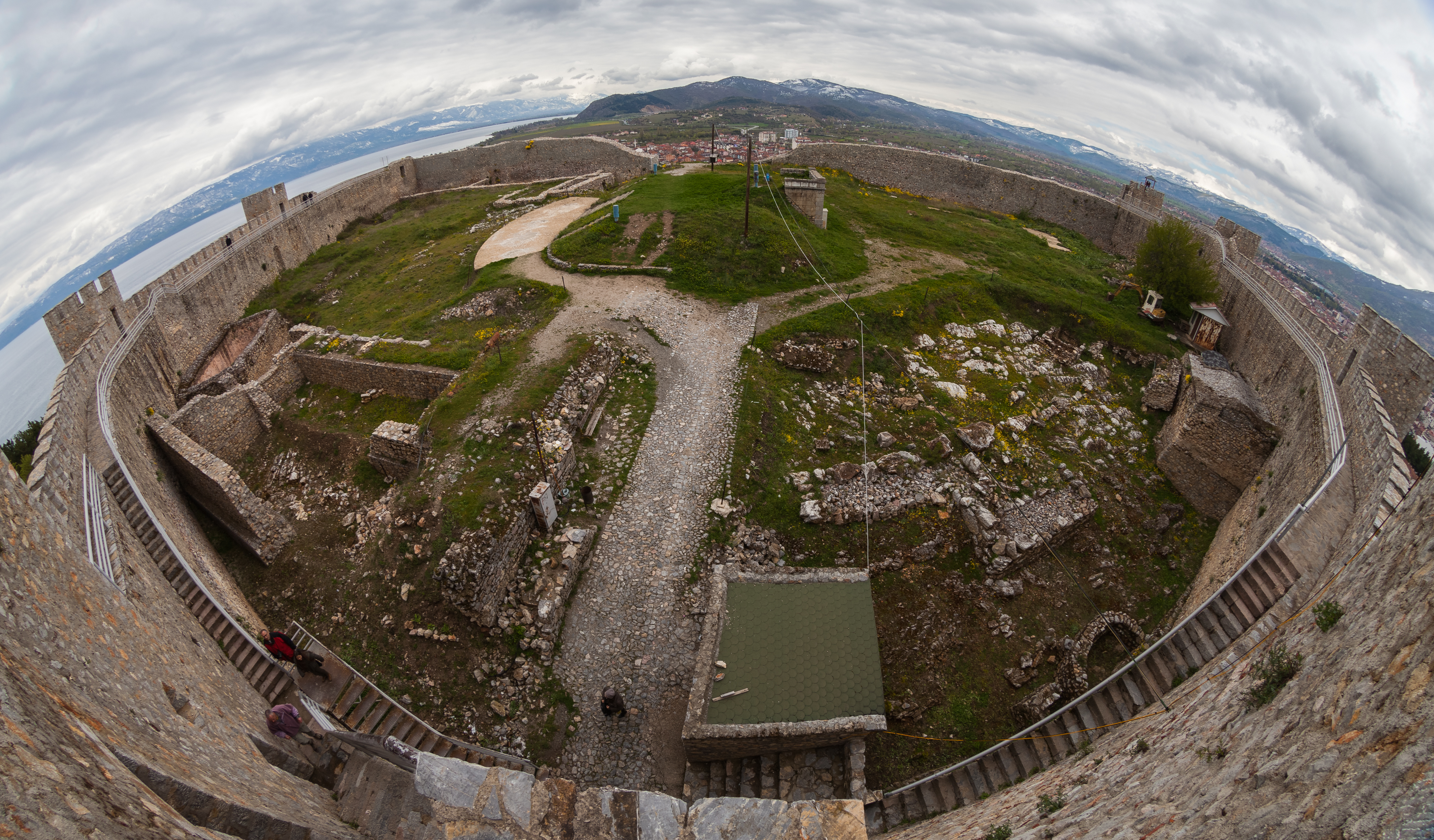
Pháo đài cổ Samuel
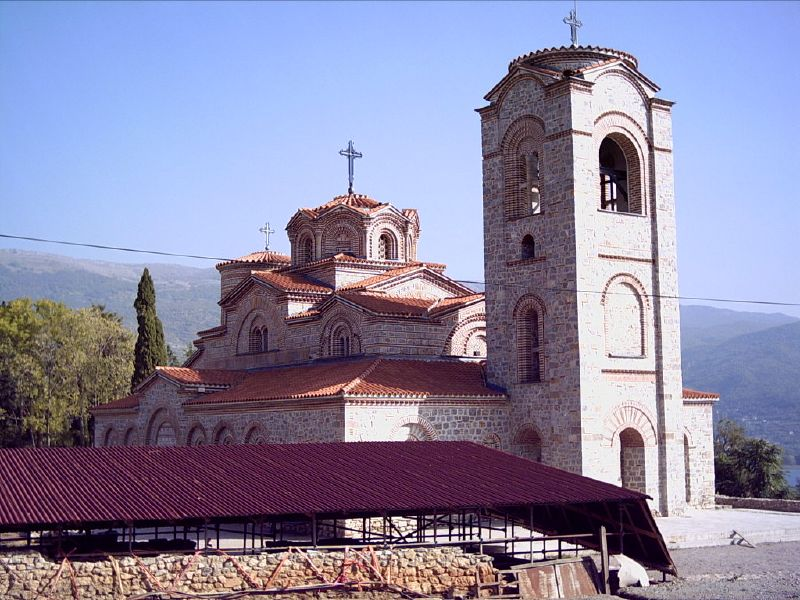
Tu viện St Panteleimon
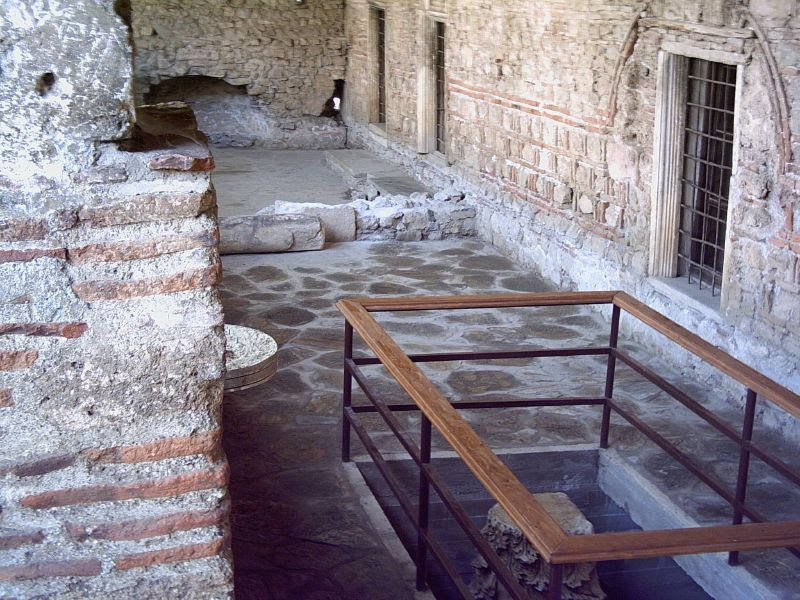
Nhà thờ St Sophia
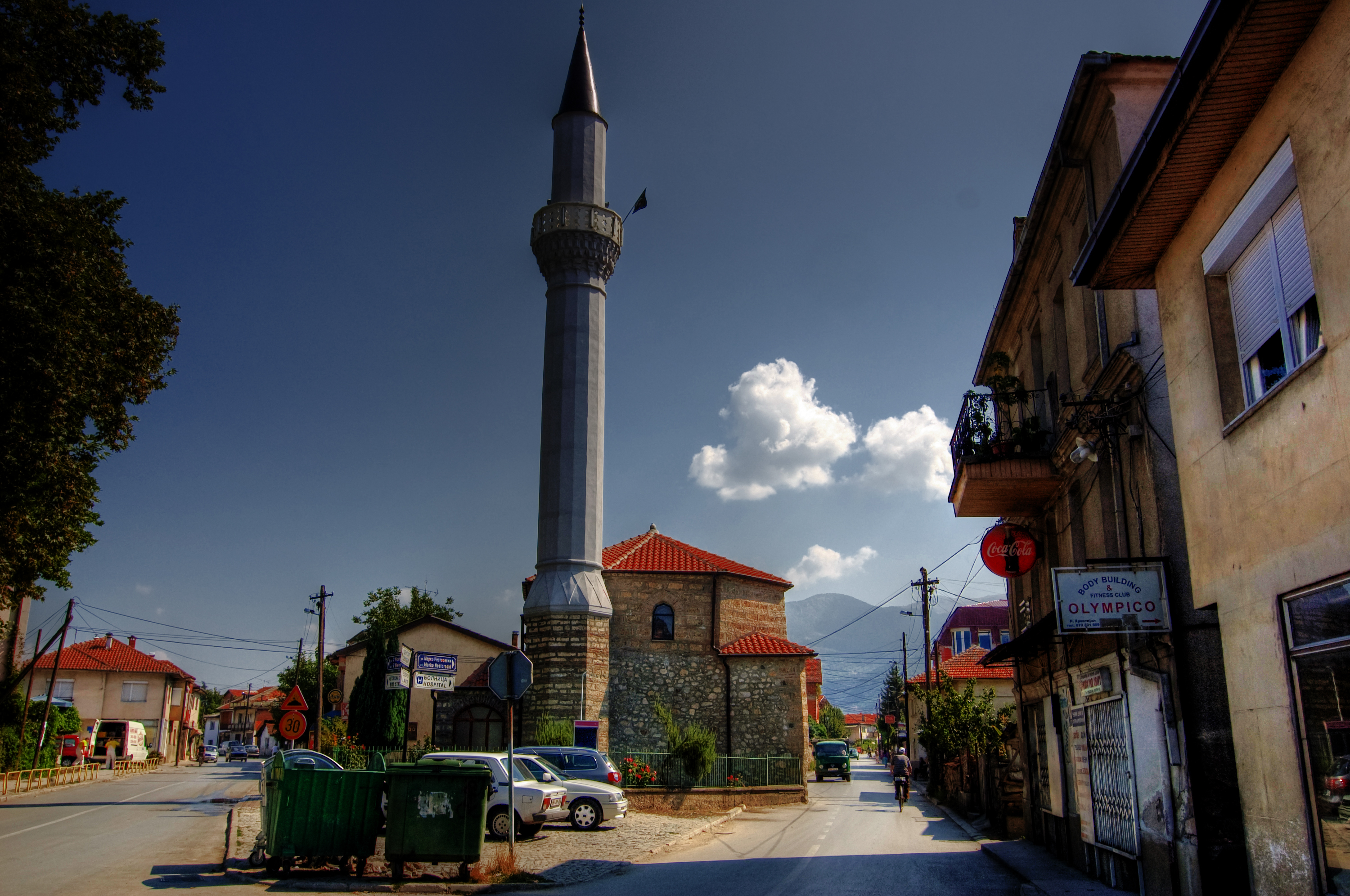
Đài kỉ niệm ở Ohrid
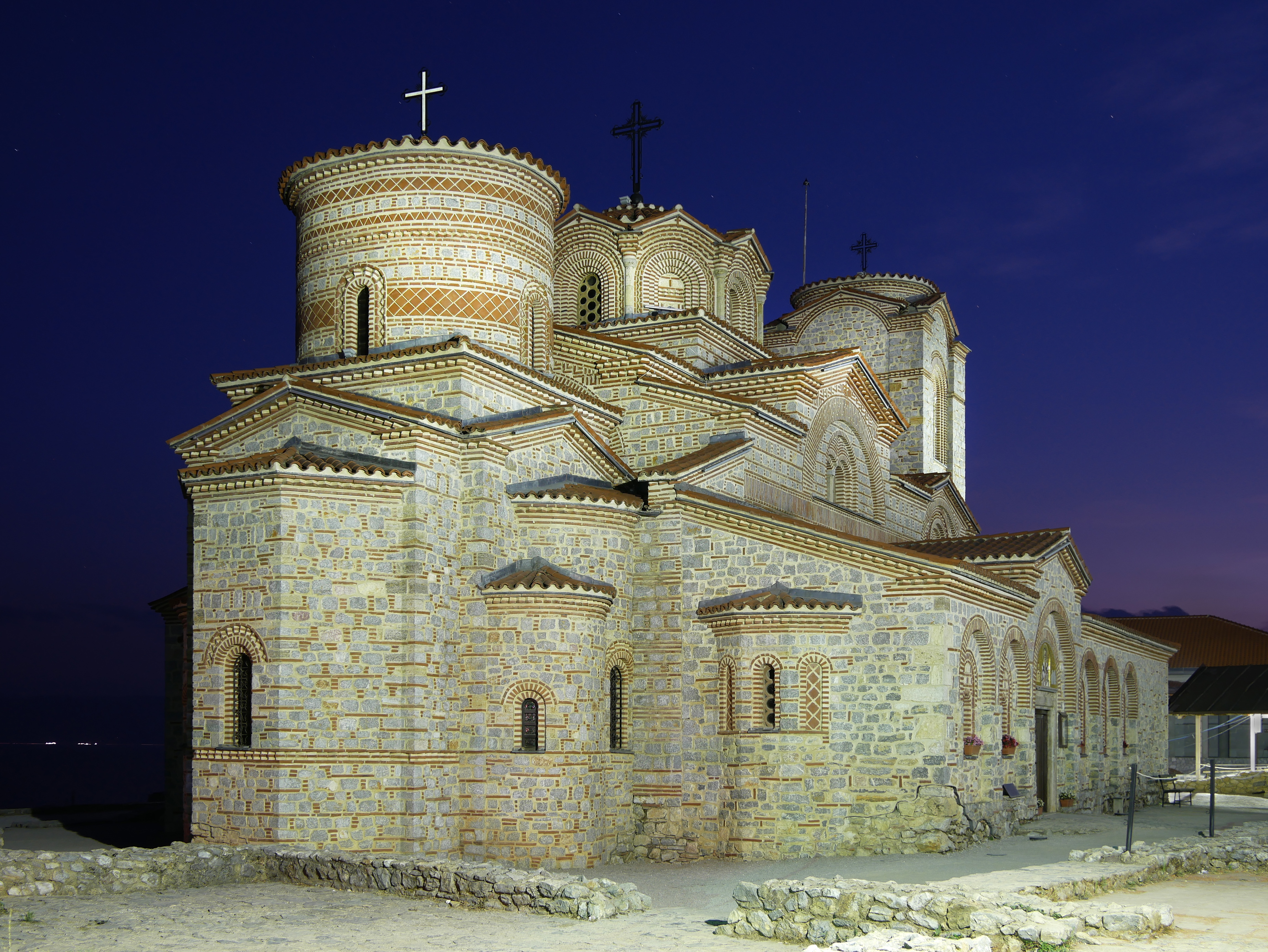
Nhà thờ Saints Clement và Panteleimon